# Alexandre Oparine
Alexandre Ivanovitch Oparine (en russe : Александр Иванович Опарин ; ISO 9 : Aleksandr Ivanovič Oparin), né le 2 mars 1894 à Ouglitch et mort le 21 avril 1980 à Moscou, est un biochimiste soviétique, auteur d'une théorie pionnière de l'origine de la vie basée sur l'existence d'une chimie organique prébiotique (théorie qui a précédé celle de la soupe primitive).

## Travaux de recherche
Vers 1920, il élabore l'hypothèse qu'il y a eu dans l'atmosphère de la terre primitive un processus de synthèse de biomonomères du vivant (acides aminés, bases azotées des acides nucléiques, sucres, acides gras) à partir des éléments présents dans cette atmosphère, susceptibles de former des coacervats, sorte de gouttelettes capables de grandir et bourgeonner dans un milieu contenant les biomonomères et éléments qui leur sont nécessaires. Ils sont censés présenter une partie des caractéristiques des futures cellules vivantes.
Cette hypothèse est publiée en 1924 à Moscou (« Proiskhozhdenie zhizni » ou  « L'Origine de la vie »). Elle est notoire comme étape importante dans la compréhension de l'apparition de la vie.
Sa théorie a été reprise avec l'idée qu'une partie de ces molécules ont pu être protégées de leur destruction par les UV solaires (dans l'eau), en formant la « soupe prébiotique » d'où auraient pu émerger (en divers lieux et à divers moments) des protocellules (expérience de Miller-Urey) dont certaines auraient ensuite acquis la possibilité de se diviser en léguant à ces cellules-filles tout ou une partie de leur patrimoine génétique.
Autres recherches : Elles ont porté sur les bases biochimiques de la transformation des matières premières végétales et les réactions enzymatiques dans les cellules de plantes. Il a démontré que beaucoup de processus agroalimentaires dépendent de la biocatalyse et a été le pionnier de la biochimie industrielle en URSS.

## Sources
- HowStuffWorks - Oparin